# Метка, Мартон
Ма́ртон Ме́тка (венг. Metka Márton; 27 мая 1984, Будапешт) — венгерский гребец-каноист, выступал за сборную Венгрии в середине 2000-х годов. Бронзовый призёр чемпионата мира, серебряный и бронзовый призёр чемпионатов Европы, победитель многих регат национального и международного значения.

## Биография
Мартон Метка родился 27 мая 1984 года в Будапеште.
Первого серьёзного успеха на взрослом международном уровне добился в 2006 году, когда попал в основной состав венгерской национальной сборной и побывал на чемпионате Европы в чешском Рачице, откуда привёз награду бронзового достоинства, выигранную в зачёте четырёхместных каноэ на дистанции 1000 метров совместно с такими гребцами как Роберт Мике, Матиаш Шафран и Габор Балаж.
Год спустя выступил на европейском первенстве в испанской Понтеведре, где в той же дисциплине стал серебряным призёром (на финише его обошёл только четырёхместный экипаж Белоруссии), а также на мировом первенстве в Дуйсбурге, где получил бронзу — при этом его партнёрами были те же Роберт Мике, Матиаш Шафран и Габор Балаж.
Несмотря на относительно успешное начало спортивной карьеры, в дальнейшем Метка не добился сколько-нибудь значимых результатов на международной арене.